# Blicca bjoerkna

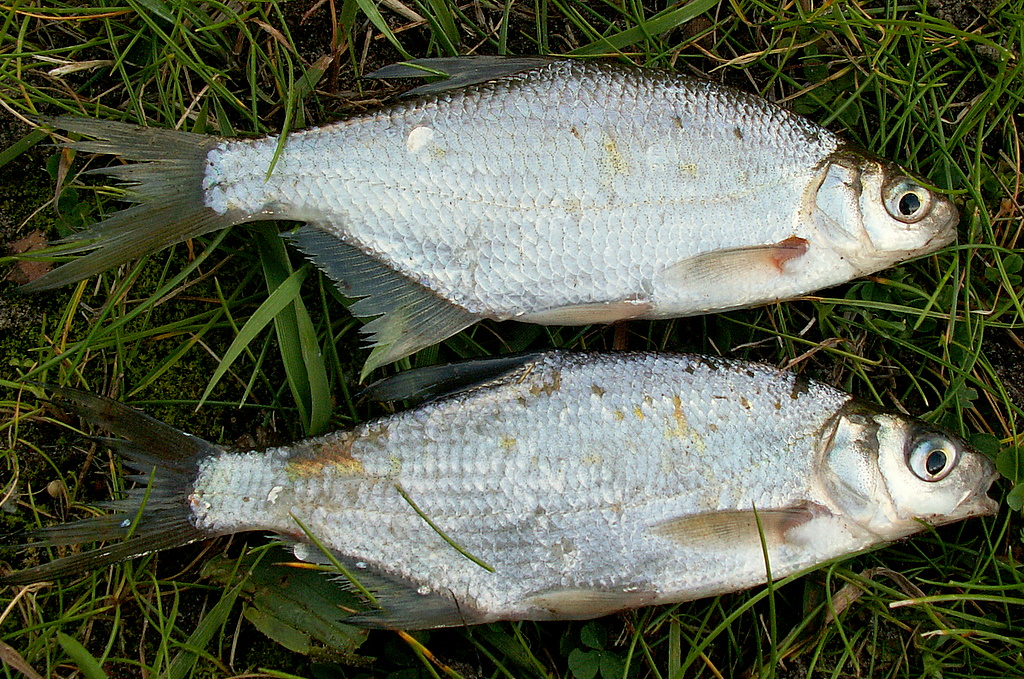
Arriba brema blanca (Blicca bjoerkna) y abajo brema común (Abramis brama).

La brema blanca (Blicca bjoerkna) es la única especie del género Blicca de peces ciprínidos de agua dulce incluidos en el orden Cypriniformes, distribuidos por casi toda Europa.

## Descripción
La longitud máxima descrita es de 36 cm, y un peso máximo de 1 kg. Tienen tres espinas en la aleta dorsal y otras tres en la aleta anal.
Se diferencia de la brema común (Abramis brama) en que tienen las escamas más grandes, así como en su color más claro -de ahí su nombre-, el color rojizo en la base de la aleta pectoral y el hocico romo.

## Hábitat
Es una especie gregaria que frecuenta aguas estancadas de lagos y embalses, ríos y canales con aguas tranquilas, donde se alimenta de pequeños invertebrados bénticos, larvas de insectos y plantas -los alevines se alimentan de zooplancton-; la reproducción tiene lugar entre mayo y julio, presentando poliandria.

## Importancia para los humanos
En España se introdujo esta especie no hace mucho y su estado actual es de creciente dispersión, siendo considerada un problema pues está afectando a la fauna autóctona.
Su pesca tienen poca importancia, ni comercial ni deportiva, siendo muy impopular entre los pescadores debido a su pequeño tamaño y a la gran competencia que representa para otras especies codiciadas en la pesca.